# Turbonilla centrota
Turbonilla centrota är en snäckart som beskrevs av Dall och Bartsch 1909. Turbonilla centrota ingår i släktet Turbonilla och familjen Pyramidellidae. Inga underarter finns listade i Catalogue of Life.